# Concha Valero
Pour les articles homonymes, voir Valero (homonymie).
Concha García Valero (née le 8 décembre 1958 à Barcelone et morte le 9 octobre 2006  dans la même ville) est une actrice espagnole.
Elle est également spécialisée dans le doublage des voix.
Elle se produit parfois sous le nom de Josephine Varney.

## Filmographie
- 1986 : Le Privé (Las aventuras de Pepe Carvalho) Épisode TV : la prostituée
- 1983 : El hombre del pito mágico : Diana
- 1983 : El marqués, la menor y el travesti : Alicia
- 1983 : La ingenua, la lesbiana y el travesti : Inés
- 1983 : Colegialas lesbianas y el placer de pervertir : Tía Isabel
- 1983 : Las viciosas y la menor : Sofía
- 1983 : Julieta : Sofía
- 1982 : Messaline et Agrippine (Bacanales romanas) (voix) : Messaline
- 1982 : Porno: Situación límite (voix)
- 1982 : Los sueños húmedos de Patrizia : Patrizia
- 1982 : Inclinación sexual al desnudo : Doris
- 1982 : Secta siniestra (1982) : Margaret
- 1982 : Una virgen para Calígula : Pitonisa Lela
- 1982 : En busca del polvo perdido : Josele
- 1982 : Depravación : Lucía